# Ognjen (reper)
Ognjen Jovanov, poznatiji samo kao Ognjen (Zrenjanin, 24. oktobar 1994), srpski je muzičar, kompozitor i tekstopisac.

## Biografija
Ognjen Jovanov je rođen 24. oktobra 1994. godine u Zrenjaninu. Muzikom je počeo da se bavi u osnovnoj školi kada je i snimio svoje prve demo pesme.
Prvi singl Brz je grad, u saradnji sa svojim rođenim bratom Damienom Alterom, izbacio je aprila 2018. godine za izdavaču kuću HAZZE. Nakon nastupa na festivalu Exit i još dve pesme (Lanci, Tempera) izdate za HAZZE, Ognjen je postao poznatiji široj publici i dobio ponudu od Bube Korelija da se pridruži izdavačkoj kući Imperia koju je Buba Koreli osnovao zajedno sa Jala Bratom. Sredinom aprila 2019. Ognjen je izdao prvu pesmu za izdavačku kuću Imperia pod nazivom Siena, koju je ispratio i prvi spot, snimljen u istoimenom gradu u Italiji, u kojem se našla manekenka Jovana Švonja. Spot je snimao i režirao Igor Zečević.
Nakon toga, Ognjen je nastupao na Skenderiji u Sarajevu i na Belgrade Music Week festivalu na Ušću pred više desetina hiljada ljudi, kao i na Sea Dance festivalu u Budvi.
Usledila je saradnja sa Angelinom na pesmi Hemija i saradnja sa Inasom na pesmi High ko zmaj. Obe pesme su takođe naišle na dobre reakcije kod publike, a Ognjen je gostovao u emisijama kao što su Netkulturno i Ami G Show. Sa svojom koleginicom Angellinom se pojavio i u emisiji Novo jutro na televiziji Pink. MAC Music Awards je Ognjena nominovao u više kategorija.
Oktobra 2020. godine gostovao je na albumu Svi u kući repera Surreal-a, sa kojim je objavio pesmu Prednost. Kao kompozitor i tekstopisac sarađivao je sa Nikolijom kojoj je napisao pesmu Nakit.
Početkom 2021. Ognjen je osnovao svoju izdavačku kuću pod nazivom Furia. U okviru izdavačke kuće maja iste godine objavio je pesmu Juče.

## Diskografija

### Singlovi
- Brz je grad (2018)
- Lanci (ft. Kei, KIMMV, Yungkulovski, 2018)
- Tempera (2018)
- Siena (2019)
- Hemija (ft. Angellina, 2019)
- Dobar dan (2019)
- High ko zmaj (ft. Inas, 2019)
- Banda (ft. Benny G Price, 2019)
- Domine (2020)
- Zamke (ft. Numero, 2020)
- Pun ko brod (ft. Mixa, 2020)
- Dobar dan (2020)
- Prednost (ft. Surreal, 2020)
- Juče (2021)

## Spoljašnje veze
- Ognjen на веб-сајту